# Ashintully Gardens
Ashintully Gardens ist ein 120 Acres (0,49 km²) großes Naturschutzgebiet und Kulturdenkmal in der Nähe von Tyringham in den Berkshire Mountains im Bundesstaat Massachusetts der Vereinigten Staaten.

## Geschichte
Zu Beginn des 20. Jahrhunderts kaufte der Ägyptologe Robb de Peyster Tytus insgesamt 1.000 Acres (4,05 km²) Land von drei Farmen in Tyringham und der Stadt Otis, die er zu den Ashintully Gardens („Ashintully“ steht in der gälischen Sprache für „auf der Spitze des Hügels“) zusammenfügte.
Von 1910 bis 1912 errichtete er auf einem der Hügel eine weiße, im georgianischen Stil gehaltene Villa, die schnell als Marmorpalast bekannt wurde, da der weiße Stuck im Sonnenlicht glitzerte. Die Vorderseite des Gebäudes zierte eine Reihe aus vier Säulen in dorischer Ordnung. Das Haus verfügte über nicht weniger als 35 Räume, 10 Badezimmer und 15 Feuerstellen. Am 20. April 1952 brannte die Villa jedoch komplett aus, so dass heute nur noch die Eingangsterrasse, das Fundament und die vier Säulen zu sehen sind.
Tytus starb nur ein Jahr nach Fertigstellung der Villa und hinterließ zwei Töchter und seine Ehefrau, die 1914 den kanadischen Senator John S. McLennan heiratete und mit ihm 1915 einen Sohn John McLennan Jr. bekam, bevor sie sich von ihm scheiden ließ. Dieser kaufte 1937 das Anwesen, wo er die Sommertage seiner Jugend verbracht hatte, und zog in einen Bauernhof am Fuß des Hügels. Er richtete dort ein Tonstudio ein und komponierte zeitgenössische Musik, wofür er 1985 von der American Academy of Arts and Letters mit einem Preis ausgezeichnet wurde. Über die Jahre gestaltete McLennan die Ashintully Gardens so, wie sie heute vorgefunden werden können. 1996 schenkten Katharine und John McLennan das Grundstück den Trustees of Reservations.

## Schutzgebiet
Die Ashintully Gardens sind ein ruhig gelegenes Rückzugsgebiet in den Berkshire Mountains, das von dichten Wäldern umgeben ist und von einem Fluss durchzogen wird. Der Musikstil ihres Schöpfers John McLennan Jr. spiegelt sich auch in der Gestaltung der Anlage wider, was unter anderem dazu beitrug, im Jahr 1997 die Hunnewell Medal der Massachusetts Horticultural Society zu gewinnen.
Das Schutzgebiet ist für die Öffentlichkeit vom ersten Mittwoch im Juni bis zum zweiten Samstag im Oktober jeweils mittwochs und samstags von 13:00 Uhr bis 17:00 Uhr geöffnet.